# Gare d'Hendaye
Ne doit pas être confondu avec Gare d'Hendaye (Euskotren Trena).
La gare d'Hendaye est une gare ferroviaire française de la ligne de Bordeaux-Saint-Jean à Irun, située sur le territoire de la commune d'Hendaye, dans le département des Pyrénées-Atlantiques, en région Nouvelle-Aquitaine.
C'est une gare de la Société nationale des chemins de fer français (SNCF), desservie par les trains des réseaux TGV inOui, Intercités et TER Nouvelle-Aquitaine.

## Situation ferroviaire
Établie à 9 mètres d'altitude, la gare d'Hendaye se situe au point kilométrique (PK) 232,797 de la ligne de Bordeaux-Saint-Jean à Irun entre la gare française des Deux Jumeaux et celle espagnole d'Irun.

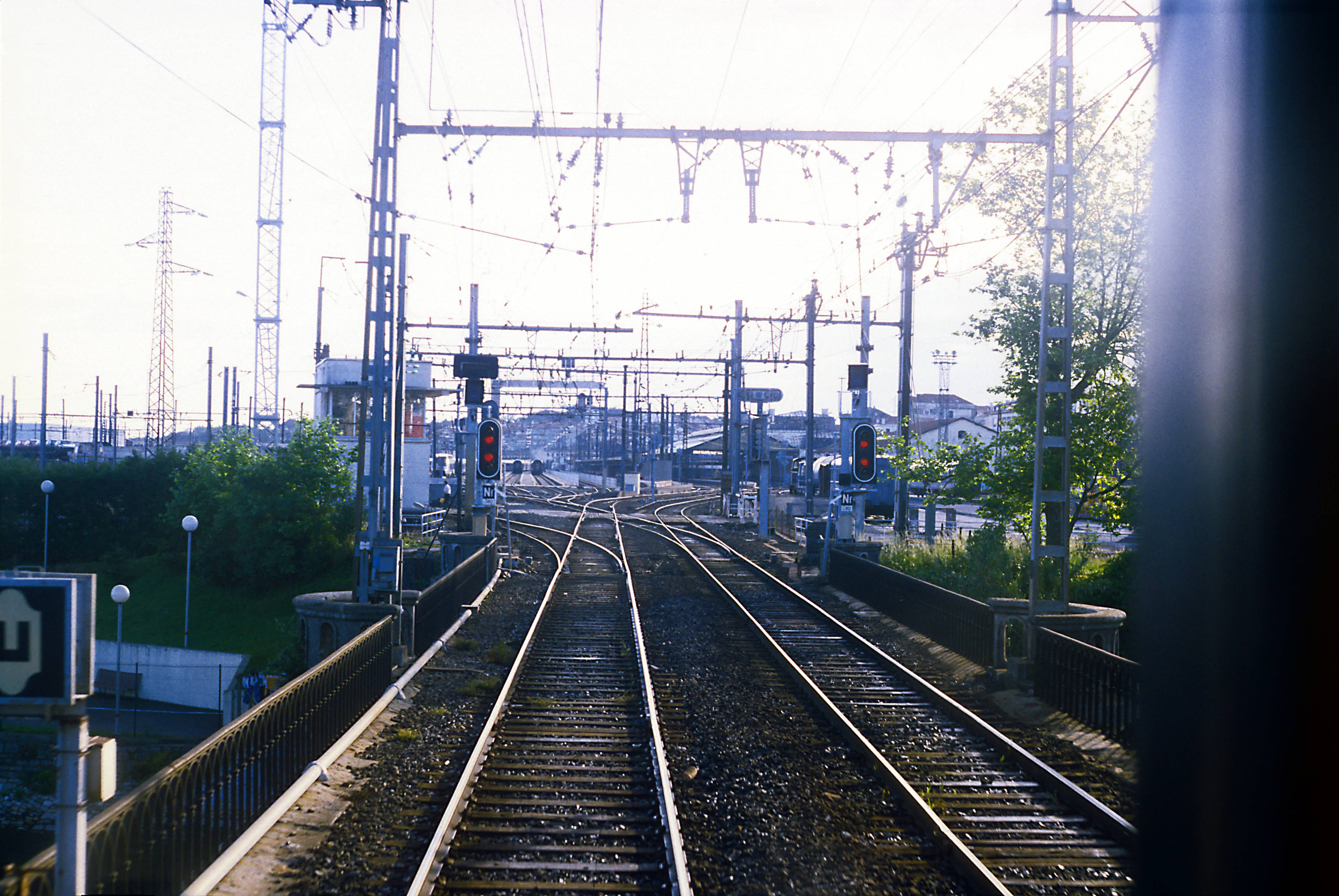
Les voies avec la gare en arrière-plan vues depuis le pont ferroviaire sur la Bidassoa.

La gare est une gare internationale (ou gare frontière). Du fait de la différence d'écartement des rails entre les réseaux français (1 435 mm) et espagnol (1 668 mm), tous les trains marquent un arrêt dans le complexe frontalier pour changer les essieux des wagons, ou procéder à leur élargissement/rétrécissement (comme les rames Talgo jusqu'en 2015[réf. nécessaire]). Outre le fait qu'elle est le terminus des trains venant de France, elle l'a été aussi de ceux venant d'Espagne et du Portugal à écartement large, elle était donc à ce titre exploitée conjointement avec la gare d'Irun, qui se trouve en face, sur l'autre rive de la Bidassoa. Les deux gares sont reliées par un pont ferroviaire sur lequel se trouvent des voies à deux écartements différents : voie normale et voie ibérique.

## Histoire
Le tramway d'Hendaye reliait, de 1906 à 1936, la gare à Hendaye-Plage.
Le 23 octobre 1940, la gare est le lieu de l'entrevue d'Hendaye, rencontre entre Adolf Hitler et le Général Franco. Ce jour-là, malgré ses affinités politiques avec le nazisme, Franco réaffirma le non-engagement de son pays dans la deuxième guerre mondiale.
En mars 2016, à la suite de problèmes de stabilité de la voie entre Bayonne et Hendaye, l'Intercités quotidien reliant Toulouse à Hendaye fut limité à Bayonne.
En mars 2017, selon les estimations de la SNCF, la fréquentation annuelle de la gare était de 358 245 voyageurs.
Dans le cadre du projet Transfermuga-Rrekin, mené par l'eurorégion Nouvelle-Aquitaine-Euskadi-Navarre, avec le Syndicat des Mobilités Pays Basque-Adour, Euskal Trenbide Sarea (en) et SNCF Mobilités, il a été décidé de réaménager le parvis de la gare d'Hendaye de manière à faciliter l'accessibilité entre les différents modes de transports ainsi que de mettre en valeur l'itinéraire de correspondance entre les gares SNCF et Euskotren Trena. Ce projet a été baptisé Elgarrekin,.
Une concertation préalable a été tenue du 11 février au 15 mars 2019. La première phase des travaux a été entamée le 16 septembre 2019. Ce projet fait écho à la transformation de la gare Euskotren d'Hendaye, comprenant l'extension du bâtiment voyageurs pour atteindre une surface de 198 m2, l'ajout d'une seconde voie en gare afin de permettre une fréquence des trains au quart d'heure et le renouvellement de la signalisation ferroviaire de la ligne Euskotren entre Irun et Hendaye. Ce nouveau pôle d'échanges a été inauguré le 27 juin 2022,. Le projet Elgarrekin représente un investissement de 1 268 415,81 euros, intégré au projet Transfermuga-Rrekin financé à 65 % par le Fonds européen de développement régional dans le cadre du troisième appel à projets du programme Interreg V-A Espagne-France-Andorre.
Depuis la suppression du Sud-Express en 2020, aucun train de voyageurs ne circule entre les gares d'Hendaye et d'Irun.[réf. souhaitée]

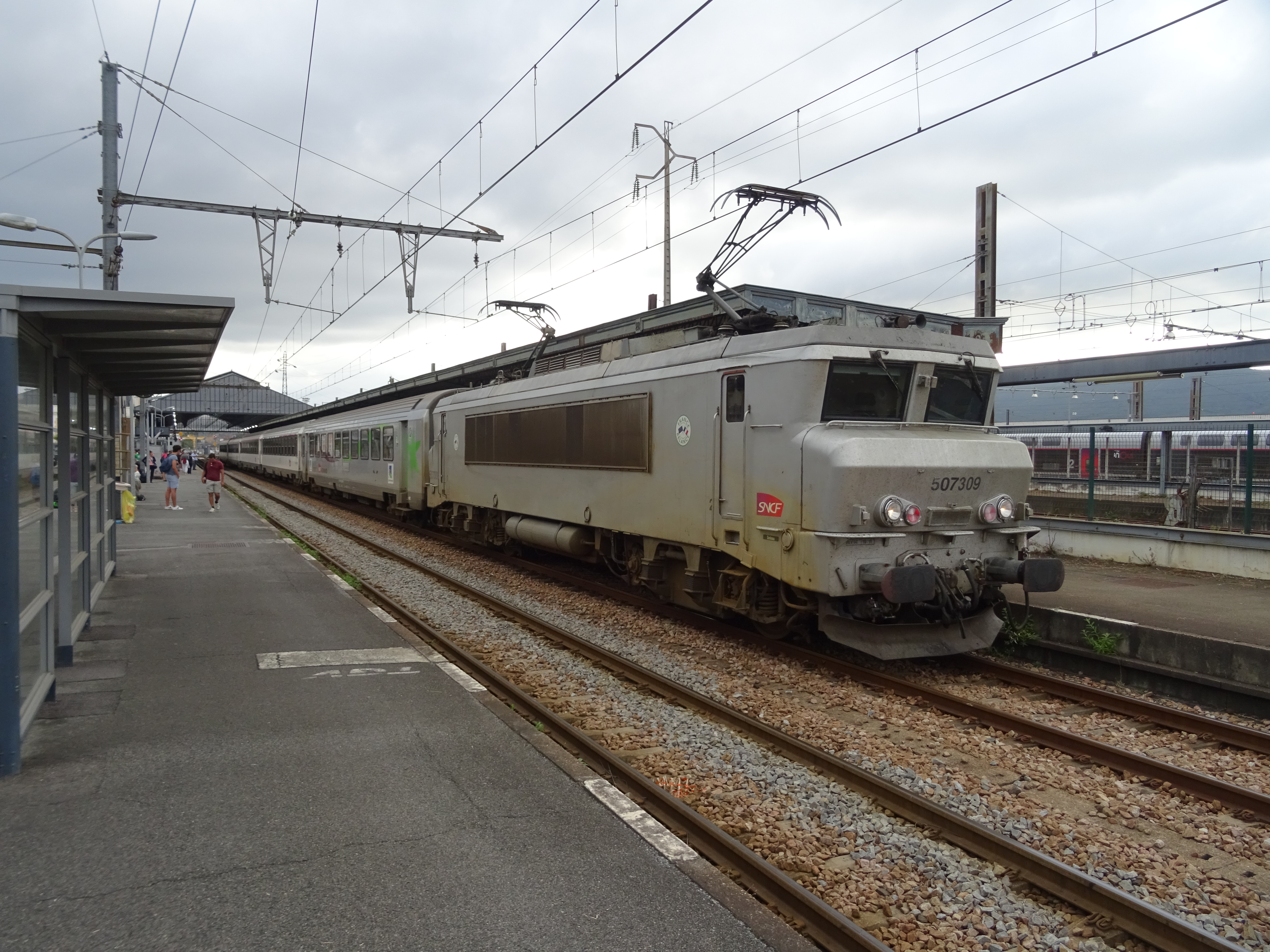
L'Intercités de nuit Hendaye – Paris-Austerlitz à quai, voie 2 (août 2022).

À partir du service annuel 2020, un aller-retour journalier entre Toulouse et Bayonne est de nouveau prolongé jusqu'à Hendaye,.
En juillet 2022, l'Intercités de nuit journalier reliant Paris-Austerlitz à Hendaye (qui avait été supprimé en juillet 2017) est remis en service pour la saison estivale, en prolongeant le train circulant entre Paris-Austerlitz et Lourdes, dans le cadre du plan de relance économique de la France de 2020-2022. Il est de nouveau supprimé en 2023.

## Fréquentation
En 2019, selon les estimations de la SNCF, la fréquentation annuelle de la gare était de 373 730 voyageurs.
De 2015 à 2023, selon les estimations de la SNCF, la fréquentation annuelle de la gare s'élève aux nombres indiqués dans le tableau ci-dessous :
| Année                      | 2015    | 2016    | 2017    | 2018    | 2019    | 2020    | 2021    | 2022    | 2023    |
| -------------------------- | ------- | ------- | ------- | ------- | ------- | ------- | ------- | ------- | ------- |
| Voyageurs seuls            | 399 124 | 340 084 | 360 887 | 322 527 | 373 730 | 194 632 | 268 956 | 423 897 | 490 981 |
| Voyageurs et non voyageurs | 458 763 | 390 902 | 414 813 | 370 721 | 429 575 | 223 715 | 309 145 | 487 238 | 564 347 |

## Service des voyageurs

### Accueil
Gare SNCF, elle dispose d'un bâtiment voyageurs, avec guichet, ouvert tous les jours. Elle est équipée d'automates pour l'achat de titres de transport. C'est une gare « Accès Plus » avec des aménagements, équipements et services pour les personnes à la mobilité réduite. Une boutique Relay y a été ouverte le 13 février 2015. Elle assure la vente de la presse ainsi que de produits alimentaires de type snack.

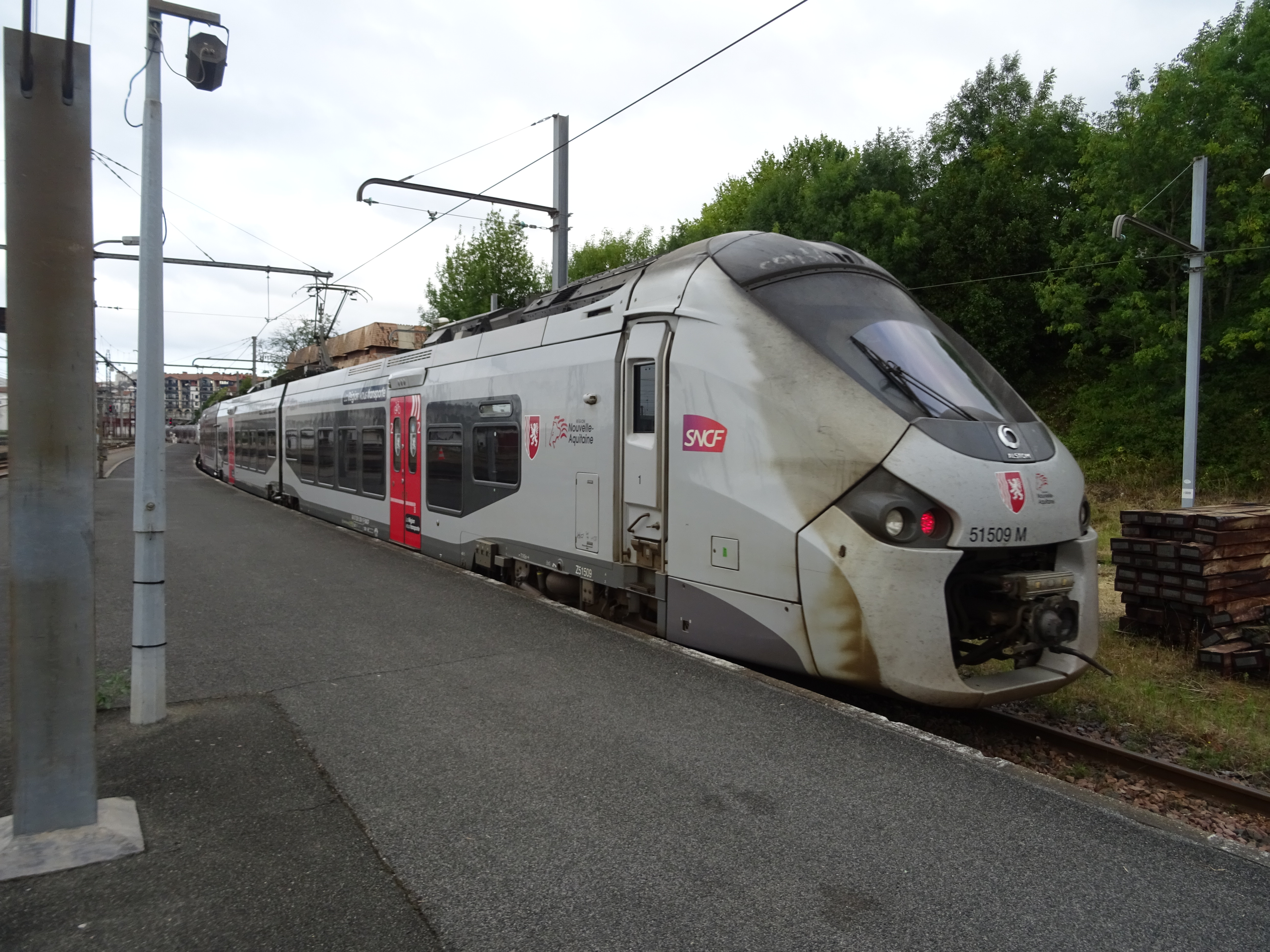
Mise à quai en 2022, voie A, d'un TER Nouvelle-Aquitaine à destination de Bordeaux-Saint-Jean.

### Desserte
Hendaye est une gare desservie par des trains français de la SNCF.
Dans le cadre du trafic grandes lignes assuré par SNCF Voyageurs, des TGV inOui assurent plusieurs liaisons par jour entre les gares d'Hendaye et de Paris-Montparnasse, auxquels se rajoutent un aller-retour Intercités d'Hendaye à Toulouse-Matabiau.
Le réseau TER Nouvelle-Aquitaine assure également des liaisons entre Hendaye et Bordeaux-Saint-Jean ou Dax.

### Intermodalité

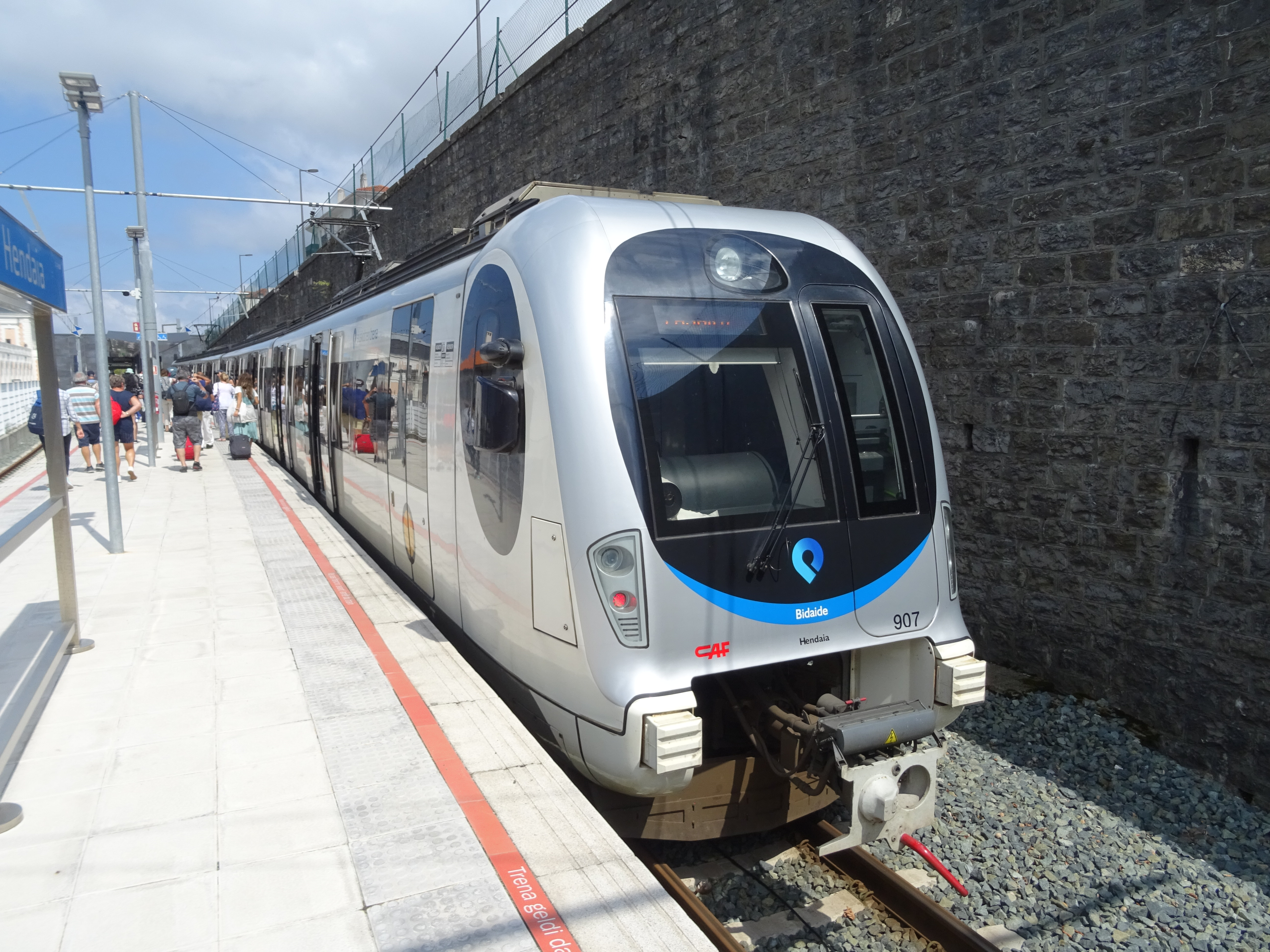
Une rame CAF S-900 stationnant au terminus d'Hendaye.

La gare offre une correspondance, environ 50 mètres en sortant de la gare, à droite, avec la ligne E2 du métro de Saint-Sébastien à la gare d'Hendaye, exploitée par Euskotren Trena. Elle relie Hendaye à Lasarte-Oria, en passant par Saint-Sébastien.
Les taxis stationnent quant à eux à proximité directe du parvis de la gare. Aussi, un parc pour les vélos et un parking ont également été aménagés.
La gare est desservie par les autocars urbains et interurbains du réseau Txik Txak du Pays basque français avec les lignes 4 (Saint Jean de Luz - Hendaye), 14, 15 et 26.

## Service des marchandises
Cette gare est ouverte au trafic du fret.